# Volkiella disticha
Volkiella disticha är en halvgräsart som beskrevs av Hermann Merxmüller och Czech. Volkiella disticha ingår i släktet Volkiella och familjen halvgräs. Inga underarter finns listade i Catalogue of Life.